# Emma Bjessmo
Emma Maria Bjessmo, född 22 juni 1995, är en svensk orienterare som tävlar för klubben IFK Lidingö Orientering och friidrottare som tävlar för klubben IFK Ldingö. 
Vid student-VM i Kuortane i Finland 2018 vann Bjessmo guld på medeldistansen.
Bjessmo tog sin första individuella mästerskapsmedalj när hon tog brons på Sprint SM 2020 . 
Vid den andra omgången av 2021 års världscup i Idre vann Bjessmo guld i stafett tillsammans med Johanna Öberg och  Sara Hagström
Vid den andra omgången av 2023 års världscup i Česká Lípa, Tjeckien, ersatte Bjessmo Tove Alexandersson i det svenska förstalaget och vann efter en spurtuppgörelse med det tjeckiska laget brons i sprintstafetten tillsammans med Sara Hagström, Jonatan Gustafsson, och Gustav Bergman.  
Vid World Games 2025 i Chengdu i Kina vann Bjessmo tillsammans med Jonatan Gustafsson, August Mollén och Alva Sonesson en silvermedalj i sprintstafett endast 5 sekunder efter det segrande schweiziska laget.